# کوه بنولیو
کوه بنولیو (به انگلیسی: Mount Benvolio) یک کوه در کانادا است که در بریتیش کلمبیا واقع شده‌است. کوه بنولیو ۲٬۶۱۳ متر بالاتر از سطح دریا واقع شده‌است.